# Бочаров, Андрей Николаевич
Андре́й Никола́евич Бочаро́в (род. 9 июля 1966, Новосибирск, РСФСР, СССР) — российский телеведущий, актёр, юморист, продюсер и режиссёр, шоумен. Творческий псевдоним — «Бочарик».
Получил известность в конце 1990-х годов как автор и ведущий юмористического шоу «О.С.П.-студия», актёр и сценарист комедийного сериала «33 квадратных метра» и ряда его продолжений.

## Биография
Родился 9 июля 1966 года в г. Новосибирске. В 1983 году окончил среднюю школу № 168 Новосибирска. В том же году поступил на механико-математический факультет в Новосибирский государственный университет (НГУ).
Будучи студентом НГУ, преподавал информатику в вычислительном центре Профессионального училища № 55 Новосибирского Академгородка и разрабатывал программное обеспечение.
Во время учёбы в НГУ вошёл в состав студенческой команды КВН и принимал участие в КВН в качестве сценариста и актёра в 1988, 1991, 1993 годах, став трёхкратным чемпионом игры. В 1992 году был приглашён в сборную команду КВН СНГ, в составе которой играл до 1994 года.
С 1994 года живёт в Москве.
С 1997 года — соучредитель ЗАО «ОСП».
Есть дочь Ксения, окончила факультет вычислительной математики и кибернетики МГУ.
В апреле 2023 года YouTube заблокировал канал Бочарова за «дискриминационные высказывания».

## Творчество
- С 1984 г. — постоянный участник (брат) клуба Контора Братьев Дивановых. В 1990 году был Президентом клуба.
- С 1989 г. — постоянный автор-сценарист и актёр команды КВН НГУ, в её составе чемпион Высшей лиги КВН 1988, 1991, 1993 годов.
- 1994—1995 гг. — автор идеи, сценарист, режиссёр телепрограммы «Клип-клип УРА!». Ежедневная музыкальная пятиминутка в программе «Деловая Россия» на РТР (ведущая программы Татьяна Лазарева).
- с декабря 2013 года — внештатный стенд-ап аналитик — ведущий шоу «Чистая монета» Русского ипотечного банка[3].

Переводит и озвучивает фильмы, телепередачи.

### Телевидение
- 1995—1996 — сценарист, режиссёр, актёр в юмористической телепрограмме «Раз в неделю» (ТВ-6).
- 1996—1999 — сценарист, режиссёр, актёр в спортивно-юмористической телепрограмме «Назло рекордам!?» (ТВ-6)[4].
- 1996—2001 — сценарист, режиссёр, актёр в юмористической телепрограмме ОСП-Студия (ТВ-6) (персонажи — Андрей Чурбаков, Михаил Шкафутинский, Николай Кузьменко, Саша Огурцович, солист группы «Виний Пух», Морис Федосеев, участник группы «Горчичник» и другие)
- 1997 — создатель, режиссёр телепрограммы «12 копеек» (ТВ-6).
- 1999—2001 — режиссёр, актёр, руководитель телесериала «33 квадратных метра», «Дачные истории» (ТВ-6).
- 2001 — режиссёр, актёр, руководитель юмористического телесериала «Вне родных квадратных метров» (Приключения сынульки Звездунова) (ТВ-6, ДТВ)[5][6][7].
- 2001 — режиссёр, актёр, руководитель юмористической телепрограммы «Подъём» (НТВ[8], НСТ).
- 2002 — режиссёр, актёр, руководитель юмористической телепрограммы «Большая тёрка» (ТНТ)[9].
- 2002—2005 — автор идеи, ведущий, руководитель кулинарно-юмористической телепрограммы «Всегда готовь!» (режиссёр, актёр — Александр Пушной, соведущий — Александр Толоконников) (ТНТ, ДТВ).
- 2005 — соведущий (вместе с Сергеем Белоголовцевым) телепрограммы «Скрытая камера» (СТС)[10].
- 2006 — креативный продюсер, соведущий (вместе с Сергеем Белоголовцевым и Павлом Кабановым) юмористической телепрограммы «Схема смеха» (РЕН ТВ)[11][12].
- 2007 — ведущий программы «Cifra» на 10-м канале в Новокузнецке.
- Оригинально перевёл и озвучил на русском языке видеоролики, пародирующие уличную магию Дэвида Блэйна («В рот мне ноги») и ролик о возможном запрете Skype в России летом 2009 года[13] (на основе видеоряда из фильма «Бункер»).
- 2010 — ведущий программы «Лебедийное О’ZERO» (A-ONE).

## Фильмография
- 1997—2000, 2004 — «33 квадратных метра» — Андрей Звездунов («Cынулька»)
- 2001, 2004 — «Вне родных квадратных метров» («Приключения сынульки Звездунова») — Андрей Звездунов
- 2002, 2009 — «Ералаш», выпуск № 154 — Учитель в сюжете «Классный подарок», выпуск № 238 — Папа в сюжете «Мама всегда права»
- 2004 — «Осторожно, Задов!» (серия «Осторожно, 8 марта!») — Бабка-самогонщица
- 2008 — «Бобро поржаловать» — перевод[14]
- 2009 — «Мы — легенды» — Жерве (Gervais)
- 2012 — «Радиоведущие» — перевод и озвучивание
- 2012 — «Марафон» — перевод и озвучка
- 2012 — «Особа крупных размеров» — перевод и озвучивание
- 2013 — «Друганы» («Les Gamins») — перевод и озвучивание
- 2013 — «Кукушечка» — Николай

## Озвучивание мультфильмов
- 2007 — Как Хома свою нору искал
- 2008 — Как друзья Хому лечили
- 2010 — Как Хома зайца бегать учил
- 2010 — Как Хома Новый год встречал
- 2012 — Как Хома Суслика не замечал
- 2015 — Кунг-фу кролик: повелитель огня

## Общественная позиция
В 2022 году Бочаров выступил с поддержкой агрессии России против Украины, в своих социальных сетях высмеивал сообщения о резне в Буче и других военных преступлениях российской армии. Национальное агентство по предотвращению коррупции Украины выступило с инициативой о введении против Бочарова международных санкций. В обосновании говорится, что Бочаров «систематически распространяет нарративы в соответствии с кремлёвской пропагандой для целей оправдания действий России. Поддерживает действия или политику, которые подрывают или угрожают территориальной целостности, суверенитету и независимости Украины, а также её стабильности и безопасности». Ранее Бочаров был внесён ФБК в список коррупционеров и разжигателей войны за публичную поддержку войны России против Украины.